# Высоцкие
Высо́цкие (Высотцкие, Высутцкие) — 40 русских и польских дворянских родов.
1. Родоначальник Автоном Высоцкий, владевший в конце XVI века поместьями в Галичском уезде. Внук его, костромской городовой дворянин Василий Иванович, убит при осаде Смоленска (1634). Его внуки Василий, Яков и Борис Матвеевичи были стольниками Петра I. Потомство последнего из них внесено в VI часть родословных книг Московской[1] и Херсонской губерний («Гербовник», VII, 52)[2].
2. Потомство дворянина московского Кирилла Евсевьевича Высоцкого, пожалованного вотчинами за участие в войне с Польшей и Турцией (1682—1685). Его потомство внесено в VI часть родословной книги Тверской губернии.
3. Потомки Збигнева Высоцкого, кастеляна Роспирского, герба Годземба, жившего в начале XVI века. Род разделился в XVII веке на шесть ветвей, внесённых в VI часть родословной книги Гродненской, Виленской, Волынской, Киевской, Минской[3], Могилёвской[4] и Смоленской губерний.
4. Род Высоцких, герба Дрыя, происходит от Моисея Высоцкого, помещика Лидского уезда (1632). Его потомство, разделившееся на две ветви, внесено в I часть родословной книги Виленской и Минской губерний.
5. Род Высоцких, герба Одровонж, происходит от Вацлава Высоцкого, помещика Ошмянского уезда. Род разделился на четыре ветви, внесённые в VI и I части родословной книги Витебской, Гродненской и Минской губерний.
6. Род Высоцких-Горных, герба Остоя, происходит от Якова Высоцкого, помещика Люблинского воеводства (1717). Его потомки внесены в VI часть родословной книги Гродненской губ.
7. Род Высоцких, герба Боньча, происходит от помещика Житомирского уезда Антона Марцеллиевича Высоцкого (1721). Его потомство внесено в I часть родословной книги Волынской губерний. Герб Высоцких внесён в Часть 19 Общего гербовника дворянских родов Всероссийской империи, стр. 29 Архивная копия от 29 октября 2012 на Wayback Machine.
8. Потомки мечника волынского (1605) Тимофея Высоцкого. Его потомство внесено в VI часть родословной книги Волынской губернии.
9. Потомки ротмистра Станислава Высоцкого, владевшего поместьями (1710). Его потомство внесено в VI часть родословной книги Волынской губернии.
10. Родоначальник рода Высоцких-Курженевичей, хорунжий Стефан (1652), владевший поместьями в Пинском уезде. Его потомство внесено в VI часть родословной книги Минской губернии.
11. Высоцкие герба Рогаля (известны с 1600), в Германии именовались также von Rososki, хотя в ряде источников Рососки указаны герба Равич. Упомянуты в Калише (1640). Высоцкие-Рососки — тоже в Калише (1619).
12. Гиероним Высоцкий, кустош гнезненский, каноник ловицкий, сын Томаша Высоцкого герба Рогаля и Дороты Закржевской герба Виссогота, прелат, умер († 1736) во Влоцлавеке.
13. Род Василия Ивановича Высоцкого, писаря Генерального суда (1779 г.) внесён в I часть Родословной книги Полтавской губернии Указом Правительствующего Сената № 6461 от 15.08.1858. На гербе этого рода в серебряном фоне чёрное опрокинутое копье над золотым опрокинутым полукольцом. Нашлемник: три черных страусовых пера

Остальные роды Высоцких принадлежат к новому дворянству и внесены в I, II и III части родословной книги губерний Волынской, Гродненской, Казанской, Калужской, Московской (3 рода), Новгородской, Орловской, Полтавской (4 рода), Симбирской, Смоленской (4 рода), Таврической, Тамбовской, Харьковской, Херсонской и Черниговской (3 рода) губерний.

## История рода
Матвей, Иван, Нечай и Фёдор Автамоновичи служили по Костроме и владели поместьями в Костромском уезде, из них Матвей Автамонович был при встрече Кизылбашского посла (1595).
Бажен Матвеевич получил денежную прибавку к окладу (1614), его вдова упомянута (1635). Дементий (Деменша) Матвеевич получил денежные придачи за Васильевскую и Дорогобужскую службы (1615 и 1617). Григорий Любимович в Смоленском походе был у знамени (1654).
Десять представителей рода владели населёнными имениями (1699).

## Описание гербов

#### Герб Высоцких 1785 года
В Гербовнике Анисима Титовича Князева 1785 года имеется изображение печати с гербом президента Вотчинной коллегии (1779—1782) Петра Егоровича Высоцкого: в щите, имеющем серебряное поле, изображены крестообразно положенные стрела, острием вверх и сабля с черным эфесом, острием вниз, к левым углам (изм. польский герб Пржестржал). Под фигурами изображено серое стремя (польский герб Стремя). Щит увенчан дворянской короной (дворянский шлем и намёт отсутствуют). Нашлемник: из короны на половину выпрыгивает белый олень, обращенный в правую сторону. Щитодержатели: два серых дикаря с дубинами в руке.

#### Герб. Часть VII. № 52.
В щите, разделённом надвое, в верхней половине в красном поле крестообразно положены серебряные сабля и стрела, остроконечиями к левым углам. В нижней половине в голубом поле серебряное стремя. Щит увенчан дворянским шлемом и короной, на поверхности которой находится олень, обращённый в правую сторону. Намёт на щите голубого и красного цвета, подложенный серебром.

#### Герб. Часть XIX. № 29.
Герб Высоцких, внесенных в родословную книгу Волынской губернии: в голубом щите серебряный единорог, обращенный вправо (польский герб Боньча). Над щитом дворянский коронованный шлем. Нашлемник — встающий вправо серебряный единорог. Намёт голубой с серебром.

## Известные представители
- Высоцкий Василий Васильевич — стольник патриарха Филарета (1627).
- Высоцкий Леонтий — московский дворянин (1627—1629).
- Высоцкий Леонтий Яковлевич — воевода в Кадоме (1629), Алатыре (1633), владел поместьем в Московском уезде, принял иночество с именем Леонид.
- Высоцкий Василий Иванович — участник осады Смоленска (1634), служил по Костроме.
- Высоцкий Василий — московский дворянин (1636).
- Высоцкий Василий Семенович — иноземец, московский дворянин (1636—1640), воевода в Ростове (1646).
- Высоцкие: Кирилл и Алексей Ивановичи — жильцы (1677), владели поместьями в Каширском уезде.
- Высоцкий Кирилл Евсеньевич — московский дворянин (1677—1692), владел поместьями в Тверском и Новоторжском уездах, потомство внесено в родословную книгу Тверской губернии.
- Высоцкий Василий Матвеевич — стряпчий (1679), стольник (1680—1692).
- Высоцкий Яков Матвеевич — стряпчий (1683), стольник (1692).
- Высоцкий Борис Матвеевич — стольник (1686), женат на костромской вотчиннице Пелагее Константиновне Мамалаховой.
- Высоцкие: Иван Фёдорович, Леонтий Яковлевич, Пётр Матвеевич — московские дворяне (1640—1692)[8][11][12].